# Dysmathosoma
Dysmathosoma är ett släkte av skalbaggar. Dysmathosoma ingår i familjen långhorningar.
Kladogram enligt Catalogue of Life:
| Dysmathosoma | \| \| Dysmathosoma lucidus \| \| \| \| \| \| Dysmathosoma picipes \| \| \| \| |
|              | \| \| Dysmathosoma lucidus \| \| \| \| \| \| Dysmathosoma picipes \| \| \| \| |
|              | Dysmathosoma lucidus                                                          |
|              |                                                                               |
|              | Dysmathosoma picipes                                                          |
|              |                                                                               |